# Mellanskär, Hangö
Mellanskär är en ö i Finland. Den ligger i Finska viken och i kommunen Hangö i den ekonomiska regionen  Raseborg i landskapet Nyland, i den södra delen av landet. Ön ligger omkring 100 kilometer väster om Helsingfors.
Öns area är 8,4 hektar och dess största längd är 0,6 kilometer i nord-sydlig riktning.